# نجم ديوان (جزيرة مينو)
نجم ديوان (بالفارسية: نجم‌دیوان) هي منطقة سكنية تقع في إيران في قسم جزيرة مينو الريفي. يقدر عدد سكانها بـ 12 نسمة .